# Stefanów koło Gielniowa
Stefanów – nieistniejąca wieś koło Gielniowa. Zniszczona przez Niemców podczas akcji Burza i ostatecznie zlikwidowana w 1952.